# Kamienica przy ul. Jana III Sobieskiego 12 w Sanoku
Kamienica przy ul. Jana III Sobieskiego 12 w Sanoku – kamienica położona w Sanoku.

## Historia
Budynek wybudował Szymon Pijanowski w latach 1888-1889, a kierownikiem jego budowy był inż. Henryk Stoy. W 1907 od jego żony-wdowy Emilii odkupił budynek Zygmunt Edelheit. Pierwotnie budynek figurował pod numerem konskrypcyjnym 370.
Projekt nadbudowy kamienicy wykonał w 1927 Władysław Chomiak. Przebudowa została wykonana od 1929 do 1930. Przed II wojną światową właścicielkami kamienicy były Eugenia Edelheit i jej córka Maria Edelheit (później po mężu Trendota). Przed 1939 budynek figurował pod numerem 8 ulicy Jana III Sobieskiego. Do tego roku pod tym adresem byli przypisani: nadleśnictwo, kopalnia nafty „Artur” w Tyrawie Solnej, inż. Leon Friedländer, adwokat Augustyn Nowotarski. Podczas II wojny światowej i trwających walk w Sanoku w ramach frontu wschodniego obecna ulica Jana III Sobieskiego (w okresie okupacji niemieckiej przemianowana na Kasernenstrasse) była terenem zmagań zbrojnych; w budynku położonego naprzeciw od południowego zachodu gimnazjum bronili się Niemcy, którzy w lipcu 1944 spalili budynek poczty, umiejscowiony naprzeciw od północnego zachodu; sama kamienica została uszkodzona. Po zakończeniu wojny budynek nadal istniał pod numerem 8. Własność kamienicy posiadali członkowie rodzin Edelheitów i Trendotów do 1959. W 1975 nastąpiło wywłaszczenie dużego ogrodu położonego za kamienica. Po 1989 starania o zwrot nieruchomości podjęła Agnieszka Jankowska, spadkobierczyni Trendotów. Budynek został wyremontowany przez nią w latach 2005–2008. Decyzją z 2012 część nieruchomości (byłego ogrodu i garażu) została prawomocnie zwrócona Annie i Marii Jankowskim. Aktualnie Agnieszka Jankowska jest jedyną właścicielką kamienicy i gruntu byłego ogrodu, gdzie stworzyła parking.
W latach 90. w budynku funkcjonował sanocki oddział Porozumienia Centrum.
Historia budynku i jej mieszkańców (rodzin Edelheitów, Trendotów i Jankowskich) została opisana w książce pt. Kamienica. Edelheitowie — Trendotowie — Jankowscy w Sanoku, wydanej w 2013 i autorstwa Stanisława Dobrowolskiego. Dwie pierwsze rodziny w 1924 połączyło małżeństwo Tadeusza Trendoty (doktora praw, sędziego, porucznika Wojska Polskiego) i Marii Edelheit.
Budynek został wpisany do wojewódzkiego (A-1239 z 17 kwietnia 2014) oraz do gminnego rejestru zabytków.